# Agave dussiana
Agave dussiana ist eine Pflanzenart aus der Gattung der Agaven (Agave).

## Beschreibung

### Vegetative Merkmale
Agave dussiana wächst stammlos mit einzelnen Rosetten. Ihre anfangs leicht gräulich tiefgrünen, länglich lanzettlichen, aufrechten, übergebogenen, leicht konkaven Laubblätter werden blau-glauk und ziemlich glänzend. Sie sind abrupt oder allmählich spitz. Die Blattspreite ist 100 bis 175 Zentimeter lang und 15 Zentimeter breit. Der Blattrand ist gerade. An ihm befinden sich 2 bis 3 Millimeter (selten bis zu 5 Millimeter) lange Randzähne. Die schlanken Randzähne mit einer etwas linsenförmigen Basis sind gebogen oder in der Mitte der Blattspreite zurückgebogen-angedrückt. Der schwarze, konisch-pfriemliche, stark zurückgebogene Enddorn ist an seiner Basis stark einwärts verdickt und allmählich zugespitzt. Er ist 5 bis 7 Millimeter lang.

### Blütenstände und Blüten
Der „rispige“ Blütenstand erreicht eine Länge von 5 bis 9 Meter. Seine Teilblütenstände tragen keine Bulbillen. Diese werden jedoch gelegentlich in den Axillen der unteren Schaftbrakteen gebildet. Die Blüten sind 60 bis 65 Millimeter lang, ihre Perigonblätter sind gelb. Ihre Zipfel sind 25 Millimeter lang. Die offene Blütenröhre weist eine Länge von etwa 8 Millimeter auf. Der länglich spindelförmige Fruchtknoten ist 30 bis 35 Millimeter lang.

### Früchte
Die schmal bis breit länglichen Früchte sind 3 bis 4,5 Zentimeter (selten ab 2 Zentimeter) lang und etwa 2 Zentimeter breit. Sie sind gestielt und leicht geschnäbelt.

## Systematik und Verbreitung
Agave dussiana ist auf den zu den Kleinen Antillen gehörenden Inseln Saint-Barthélemy, Antigua, Montserrat, Guadeloupe, Martinique und Dominica verbreitet.
Die Erstbeschreibung durch William Trelease wurde 1913 veröffentlicht.

## Nachweise